# Берге, Анне
Анне Рагна Берге (норв. Anne Ragna Berge, род. 22 декабря 1966 года, Саннвика, Норвегия) — норвежская горнолыжница, участница зимних Олимпийских игр 1992 года.

## Спортивная биография
22 декабря 1990 года Анне Берге дебютировала в Кубке мира на этапе во французском Морзине. В 1992 году норвежская горнолыжница дебютировала на зимних Олимпийских играх в Альбервиле и приняла участие сразу в четырёх дисциплинах. Наиболее близко к попаданию на пьедестал Берге была в соревнованиях в комбинации. По итогам скоростного спуска Анне была лишь 21-й, но две удачные попытки в слаломе, по итогам которых она заняла 1-е место, позволили ей подняться только на 5-е место. В супергигант и в гигантском слаломе Анне заняла итоговое 21-е место, а по итогам слалома норвежская горнолыжница заняла 8-е место.
На этапах Кубка мира Берге лишь раз смогла попасть в тройку призёров, став третьей на этапе в американском Вейле в сезоне 1993/94. На чемпионатах мира лучшим результатом в карьере Берге является 9-е место в слаломе на первенстве мира 1993 года в японском городе Мориока. В 1994 году Анне стала второй в общем зачёте Кубка Европы, а также выиграла малый зачёт в гигантском слаломе.
В 1995 году Берге завершила свою спортивную карьеру.